# Kraamwebspinnen

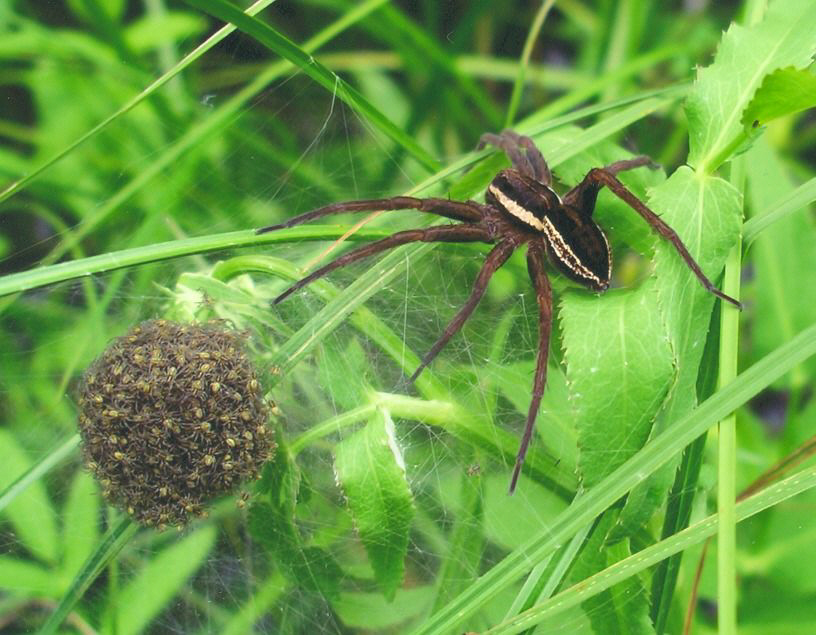
Dolomedes fimbriatus met een kraamkamer vol babyspinnen

Kraamwebspinnen (Pisauridae) zijn een familie van spinnen bestaande uit 339 soorten in 53 geslachten, waartoe de grootste spin van Nederland en België behoort: de grote gerande oeverspin (Dolomedes plantarius).
Kraamwebspinnen danken hun Nederlandse naam aan hun vorm van broedzorg waarbij een web wordt gemaakt dat dient als een soort kraamkamer. 

## Kenmerken
Deze spinnen hebben een overlangs gestreepte, ovale carapax en lange poten. De lichaamslengte varieert van 1 tot 2,6 cm.

## Leefwijze
Ze leven in de buurt van water. Om de aandacht van een vis te trekken, steken ze een poot in het water en als de nieuwsgierige vis komt kijken wordt deze door de spin gegrepen. Ze maken geen web, maar rennen op de grond achter hun prooi aan.

## Voortplanting
De vrouwtjes houden de eicocon in hun cheliferen en dragen hem zo onder het lichaam mee. Voordat de spinnetjes worden geboren, wordt de cocon gelegd in een tentvormig kraamweb. De jonge spinnetjes worden tot hun tweede vervelling bewaakt door de moeder, waarna ze een zelfstandig leven tegemoet gaan.

## Verspreiding en leefgebied
Deze familie komt wereldwijd voor op de grond, op het wateroppervlak en op waterplanten.

## Geslachten
- Afropisaura Blandin, 1976
- Archipirata Simon, 1898
- Architis Simon, 1898
- Bradystichus Simon, 1884
- Campostichommides Strand, 1911
- Caripetella Strand, 1928
- Charminus Thorell, 1899
- Chiasmopes Pavesi, 1883
- Cispinilus Roewer, 1955
- Cispius Simon, 1898
- Cladycnis Simon, 1898
- Conakrya Schmidt, 1956
- Dendrolycosa Doleschall, 1859
- Dianpisaura Zhang, Zhu & Song, 2004
- Dolomedes (oeverspinnen) Latreille, 1804
- Eucamptopus Pocock, 1900
- Euprosthenops Pocock, 1897
- Euprosthenopsis Blandin, 1974
- Eurychoera Thorell, 1897
- Hala Jocqué, 1994
- Hesydrimorpha Strand, 1911
- Hygropoda Thorell, 1894
- Hypsithylla Simon, 1903
- Ilipula Simon, 1903
- Inola Davies, 1982
- Maypacius Simon, 1898
- Megadolomedes Davies & Raven, 1980
- Nilus O. P.-Cambridge, 1876
- Nukuhiva Berland, 1935
- Papakula Strand, 1911
- Paracladycnis Blandin, 1979
- Perenethis L. Koch, 1878
- Phalaeops Roewer, 1955
- Pisaura Simon, 1885
- Pisaurina Simon, 1898
- Polyboea Thorell, 1895
- Qianlingula Zhang, Zhu & Song, 2004
- Ransonia Blandin, 1979
- Rothus Simon, 1898
- Stoliczka O. P.-Cambridge, 1885
- Tallonia Simon, 1889
- Tapinothele Simon, 1898
- Tapinothelella Strand, 1909
- Tapinothelops Roewer, 1955
- Tetragonophthalma Karsch, 1878
- Thalassiopsis Roewer, 1955
- Thalassius Simon, 1885
- Thaumasia Perty, 1833
- Tinus F. O. P.-Cambridge, 1901
- Tolma Jocqué, 1994
- Voraptipus Roewer, 1955
- Vuattouxia Blandin, 1979
- Walrencea Blandin, 1979

## Taxonomie
- Zie lijst van kraamwebspinnen voor een volledig overzicht.

## Soorten in België en Nederland
De volgende kraamwebspinnen komen in België en Nederland voor:
- Dolomedes fimbriatus (Clerck, 1757) - (kleine gerande oeverspin)
- Dolomedes plantarius (Clerck, 1757) - (grote gerande oeverspin)
- Pisaura mirabilis (Clerck, 1757) - (grote wolfspin / kraamwebspin)